# Скнаровка
Скнаровка — село в Кантемировском районе Воронежской области России. Расположено на берегах речки Богучарки в 16 км от Кантемировки и в 5 км от Смаглеевки.
Входит в состав Смаглеевского сельского поселения.

## География

### Улицы
- ул. Коммунистическая,
- ул. Ленина,
- ул. Мира,
- ул. Октябрьская,
- ул. Пионерская,
- ул. Победы,
- ул. Широкая,
- пер. Центральный.

## История
Село возникло в 1750 году в связи с переходом таловских крестьян с Алексеем Скнарой на новое место жительства. Село располагалось на правой стороне Старобельского тракта. В 1812 году в народное ополчение на битву с французами ушло 4 рекрута. В 1821 году из-за нехватки свободных земель жители просили правительство разрешить им переехать в Астраханскую губернию. Добро на это было дано. Вскоре 40 семей переехали на новое место жительства. Четыре года пустовали их хаты, но в 1827 году из Бирюченского уезда прибыли сюда 24 семьи и поселились в них.
В 1892 году при местной церкви была открыта приходская школа на 89 учеников. В 1896 году в селе построена мельница. На начало века в селе было 217 дворов и 1725 жителей. Ежегодно проводилось две ярмарки.
Советская власть установлена весной 1918 года. Во время гражданской войны 11 декабря 1920 года в селе произошла вооружённая стычка с бандой атамана Колесникова, во время которой были убиты председатель губчека Н. Е. Алексеевский, губвоенком Ф. М. Мордовцев и другие бойцы. В мае 1922 года из Вознесенской церкви изъято 4 фунта 24 золотника серебра для голодающих губернии и Поволжья.
В 1925 году в селе возникли два ТСОЗа – «Красная деревня» и «Свободный труд», в 1930-е оба они были преобразованы в колхозы имени Ворошилова и имени Крупской. В те годы в селе был 301 двор и 1735 жителей, имелись две школы с двумя учителями.
В годы Великой Отечественной войны на фронт ушло 213 человек, не возвратились домой 114 воинов. В память о них в селе поставлен памятник. В 1957 году на могиле героев гражданской войны поставлен обелиск.
По состоянию на 1995 год, в селе проживает 488 человек, имеется 189 дворов, сельский клуб, школа и магазин. 